# Unitel Basket
O Campeonato Nacional de Basquetebol, conhecido anteriormente como BAI Basket (Banco Africano de Investimentos) e BIC Basket (agora Banco de Investimento e Crédito) e atualmente conhecido por Unitel Basket por razões de patrocínio é a principal competição do basquetebol masculino em Angola, organizada pela Federação Angolana de Basquetebol (FAB). O Primeiro de Agosto tem sido a equipa de maior sucesso em Angola com um total de dezoito títulos, seguido pelo Petro de Luanda com doze títulos, ASA com três títulos, Recreativo do Libolo e Sporting Clube de Luanda ambos com duas conquistas e o Clube Ferroviário de Luanda com apenas um título.

## Antes da independência
Não foi até 1963 que a Liga Portuguesa de Basquetebol admitiu as equipas oriundas das suas províncias ultramarinas de Angola e Moçambique. Este novo formato incluiu uma equipa de cada província, e posteriormente aumentou para duas equipas e essas competições ocorriam alternadamente nas capitais Lisboa, Luanda e Lourenço Marques (atual Maputo). Entre os anos de 1963 e 1974 foram disputadas doze edições com apenas uma equipa angolana a conquistar um título: Benfica de Luanda em 1967.
| Temporada | Local            | Campeão                      | Resultado     | Finalista                    | Resultado   | Terceiro                     | Resultado   | Quarto                   |
| --------- | ---------------- | ---------------------------- | ------------- | ---------------------------- | ----------- | ---------------------------- | ----------- | ------------------------ |
| 1962-63   | Lisboa           | Benfica de Lisboa            | 64–53         | Desportivo de L.Marques      | 89–26       | Atlético de Nova Lisboa      |             |                          |
| 1963-64   | Luanda           | Benfica de Lisboa            | 54–44         | Desportivo de L.Marques      | –           | [ quem? ]                    |             |                          |
| 1964-65   | Lourenço Marques | Benfica de Lisboa            | 59–54         | Sporting de Lourenço Marques | –           | Sporting de Luanda           |             |                          |
| 1965-66   | Lisboa           | Sporting de Lourenço Marques | 79–78         | Benfica de Lisboa            | 76–69       | Sporting de Portugal         | 90–51       | Sporting de Benguela     |
| 1966-67   | Luanda           | Benfica de Luanda            | –             | Académica de Coimbra         | –           | Sporting de Lourenço Marques | –           | Ferroviário de Moçâmedes |
| 1967-68   | Lourenço Marques | Sporting de Lourenço Marques | 70–58         | Desportivo de L.Marques      | 70–54       | Banco Pinto Magalhães        | 81–63       | Benfica de Luanda        |
| 1968-69   | Lisboa           | Sporting de Portugal         | 80–52 74–45   | Desportivo de L.Marques      | 65–52 61–52 | Académica de Coimbra         | 64–62 81–61 | Sporting de Luanda       |
| 1969-70   | Luanda           | Benfica de Lisboa            | 63–68 78–77   | Sporting de Lourenço Marques | 41–69 75–65 | Benfica de Luanda            | 74–68 74–46 | Belenenses de Luanda     |
| 1970-71   | Lourenço Marques | Sporting de Lourenço Marques | 69–65 62–65   | Desportivo de L.Marques      | 60–54 65–61 | Sporting de Portugal         | 88–64 60–79 | Benfica de Luanda        |
| 1971-72   | Porto            | F.C. do Porto                | 99–84 84–85   | Sporting de Lourenço Marques | 99–93 78–93 | Académica de Coimbra         | 94–77 88–72 | Benfica de Luanda        |
| 1972-73   | Luanda           | Sporting de Lourenço Marques | 89–101 102–77 | Benfica de Lisboa            | 84–75 86–71 | Sporting de Luanda           | 55–50 71–62 | F.C. de Luanda           |
| 1973-74   | Lourenço Marques | C.D. Malhangalene            | 78–82 80–66   | Sporting de Lourenço Marques | – –         | Benfica de Lisboa            | 97–82 85–65 | F.C. de Luanda           |

### Títulos por clubes
| Clube                        | Títulos | Anos                   |
| ---------------------------- | ------- | ---------------------- |
| Sporting de Lourenço Marques | 4       | 1966, 1968, 1971, 1973 |
| Benfica de Lisboa            | 4       | 1963, 1964, 1965, 1970 |
| C.D. Malhangalene            | 1       | 1974                   |
| F.C. do Porto                | 1       | 1971                   |
| Sporting de Portugal         | 1       | 1969                   |
| Benfica de Luanda            | 1       | 1967                   |

## Campeões nacionais
| 1978–79   | Ferroviário de Luanda                        |                                              |                                              |                                              |                                              |                                              |                                              |                                              |                                              |                                              |
| 1979–80   | ASA                                          |                                              |                                              |                                              |                                              |                                              |                                              |                                              |                                              |                                              |
| 1980–81   | 1º de Agosto (1)                             |                                              |                                              |                                              |                                              |                                              |                                              |                                              |                                              |                                              |
| 1981–82   | Sporting de Luanda                           |                                              |                                              |                                              |                                              |                                              |                                              |                                              |                                              |                                              |
| 1982–83   | 1º de Agosto (2)                             |                                              |                                              |                                              |                                              |                                              |                                              |                                              |                                              |                                              |
| 1983–84   | Sporting de Luanda                           |                                              |                                              |                                              |                                              |                                              |                                              |                                              |                                              |                                              |
| 1984–85   | 1º de Agosto (3)                             |                                              |                                              |                                              |                                              |                                              |                                              |                                              |                                              |                                              |
| 1985–86   | 1º de Agosto (4)                             |                                              |                                              |                                              |                                              |                                              |                                              |                                              |                                              |                                              |
| 1986–87   | 1º de Agosto (5)                             |                                              |                                              |                                              |                                              |                                              |                                              |                                              |                                              |                                              |
| 1987–88   | 1º de Agosto (6)                             |                                              |                                              |                                              |                                              |                                              |                                              |                                              |                                              |                                              |
| 1988–89   | Petro de Luanda                              |                                              |                                              |                                              |                                              |                                              |                                              |                                              |                                              |                                              |
| 1989–90   | Petro de Luanda (2)                          |                                              |                                              |                                              |                                              |                                              |                                              |                                              |                                              |                                              |
| 1990–91   | 1º de Agosto (7)                             |                                              |                                              |                                              |                                              |                                              |                                              |                                              |                                              |                                              |
| 1991–92   | Petro de Luanda (3)                          |                                              |                                              |                                              |                                              |                                              |                                              |                                              |                                              |                                              |
| 1992–93   | Petro de Luanda (4)                          |                                              |                                              |                                              |                                              |                                              |                                              |                                              |                                              |                                              |
| 1993–94   | Petro de Luanda (5)                          |                                              |                                              |                                              |                                              |                                              |                                              |                                              |                                              |                                              |
| 1994–95   | Petro de Luanda (6)                          |                                              |                                              |                                              |                                              |                                              |                                              |                                              |                                              |                                              |
| 1995–96   | ASA (2)                                      |                                              |                                              |                                              |                                              |                                              |                                              |                                              |                                              |                                              |
| 1996–97   | ASA (3)                                      |                                              |                                              |                                              |                                              |                                              |                                              |                                              |                                              |                                              |
| 1997–98   | Petro de Luanda (7)                          |                                              |                                              |                                              |                                              |                                              |                                              |                                              |                                              |                                              |
| 1998–99   | Petro de Luanda (8)                          | 1º de Agosto                                 | 4–0                                          | Wlademiro Romero                             |                                              |                                              |                                              |                                              |                                              |                                              |
| 1999–2000 | 1º de Agosto (8)                             | Petro de Luanda                              | 4–2                                          | Mário Palma                                  |                                              |                                              |                                              |                                              |                                              |                                              |
| 2000–01   | 1º de Agosto (9)                             | Petro de Luanda                              | 4–2                                          | Mário Palma                                  |                                              |                                              |                                              |                                              |                                              |                                              |
| 2001–02   | 1º de Agosto (10)                            | Interclube                                   | 4–0                                          | Mário Palma                                  |                                              |                                              |                                              |                                              |                                              |                                              |
| 2002–03   | 1º de Agosto (11)                            | Petro de Luanda                              | 4–0                                          | Mário Palma                                  |                                              |                                              |                                              |                                              |                                              |                                              |
| 2003–04   | 1º de Agosto (12)                            | Petro de Luanda                              | 4–2                                          | Mário Palma                                  |                                              |                                              |                                              |                                              |                                              |                                              |
| 2004–05   | 1º de Agosto (13)                            | Interclube                                   | 4–1                                          | Jaime Covilhã                                |                                              |                                              |                                              |                                              |                                              |                                              |
| 2005–06   | Petro de Luanda (9)                          | 1º de Agosto                                 | Round Robin                                  | Alberto de Carvalho                          |                                              |                                              |                                              |                                              |                                              |                                              |
| 2006–07   | Petro de Luanda (10)                         | 1º de Agosto                                 | 88–78                                        | Alberto de Carvalho                          |                                              |                                              |                                              |                                              |                                              |                                              |
| 2007–08   | 1º de Agosto (14)                            | Petro de Luanda                              | Round Robin                                  | Luís Magalhães                               |                                              |                                              |                                              |                                              |                                              |                                              |
| 2008–09   | 1º de Agosto (15)                            | Petro de Luanda                              | Final Four                                   | Luís Magalhães                               | [ 6 ]                                        |                                              |                                              |                                              |                                              |                                              |
| 2009–10   | 1º de Agosto (16)                            | Recreativo do Libolo                         | Final Four                                   | Luís Magalhães                               | [ 8 ]                                        |                                              |                                              |                                              |                                              |                                              |
| 2010–11   | Petro de Luanda (11)                         | Recreativo do Libolo                         | Final Four                                   | Alberto Babo                                 | [ 10 ]                                       |                                              |                                              |                                              |                                              |                                              |
| 2011–12   | Recreativo do Libolo                         | 1º de Agosto                                 | Final Four                                   | Raúl Duarte                                  |                                              |                                              |                                              |                                              |                                              |                                              |
| 2012–13   | 1º de Agosto (17)                            | Recreativo do Libolo                         | Final Four                                   | Paulo Macedo                                 |                                              |                                              |                                              |                                              |                                              |                                              |
| 2013–14   | Recreativo do Libolo (2)                     | 1º de Agosto                                 | Final Four                                   | Norberto Alves                               | [ 12 ]                                       |                                              |                                              |                                              |                                              |                                              |
| 2014–15   | Petro de Luanda (12)                         | Recreativo do Libolo                         | 4–3                                          | Lazare Adingono                              | [ 13 ]                                       |                                              |                                              |                                              |                                              |                                              |
| 2015–16   | 1º de Agosto (18)                            | Recreativo do Libolo                         | 4–1                                          | Ricard Casas                                 | [ 14 ]                                       |                                              |                                              |                                              |                                              |                                              |
| 2016–17   | Recreativo do Libolo (3)                     | Petro de Luanda                              | 4–0                                          | Hugo López                                   |                                              |                                              |                                              |                                              |                                              |                                              |
| 2017–18   | 1º de Agosto (19)                            | Petro de Luanda                              | 4–1                                          | Paulo Macedo                                 |                                              |                                              |                                              |                                              |                                              |                                              |
| 2018–19   | Petro de Luanda (13)                         | 1º de Agosto                                 | 4–2                                          | Lazare Adingono                              |                                              |                                              |                                              |                                              |                                              |                                              |
| 2019–20   | Cancelled early due to the COVID-19 pandemic | Cancelled early due to the COVID-19 pandemic | Cancelled early due to the COVID-19 pandemic | Cancelled early due to the COVID-19 pandemic | Cancelled early due to the COVID-19 pandemic | Cancelled early due to the COVID-19 pandemic | Cancelled early due to the COVID-19 pandemic | Cancelled early due to the COVID-19 pandemic | Cancelled early due to the COVID-19 pandemic | Cancelled early due to the COVID-19 pandemic |
| 2020–21   | Petro de Luanda (14)                         | Interclube                                   | 3–0                                          | José Neto                                    |                                              |                                              |                                              |                                              |                                              |                                              |
| 2021–22   | Petro de Luanda (15)                         | Interclube                                   | 3–0                                          | José Neto                                    |                                              |                                              |                                              |                                              |                                              |                                              |
| 2022–23   | Petro de Luanda (16)                         | 1º de Agosto                                 | 3–1                                          | José Neto                                    | [ 15 ]                                       |                                              |                                              |                                              |                                              |                                              |
| 2023–24   | Petro de Luanda (17)                         | Interclube                                   | 3–1                                          | Sergio Valdeolmillos                         | [ 16 ]                                       |                                              |                                              |                                              |                                              |                                              |

## Jogadores mais valiosos e líderes das estatísticas
| Temporada | Campeão              | Jogador mais valioso    | Melhor marcador           | Ressaltador                 | Assistências             |
| --------- | -------------------- | ----------------------- | ------------------------- | --------------------------- | ------------------------ |
| 1997–98   | Petro de Luanda      | Carlos Almeida (PET)    |                           |                             |                          |
| 1998–99   | Petro de Luanda      |                         |                           |                             |                          |
| 1999–00   | Primeiro de Agosto   |                         |                           |                             |                          |
| 2000–01   | Primeiro de Agosto   |                         |                           |                             |                          |
| 2001–02   | Primeiro de Agosto   | Gerson dos Santos (VIL) |                           |                             |                          |
| 2002–03   | Primeiro de Agosto   | Miguel Lutonda (PRI)    | Eduardo Mingas (INT)      | Eduardo Mingas (INT)        | Miguel Lutonda (PRI)     |
| 2003–04   | Primeiro de Agosto   | Eduardo Mingas (INT)    | Eduardo Mingas (INT) 18.6 | Eduardo Mingas (INT) 9.6    | Carlos Quibato (ASA) 4.9 |
| 2004–05   | Primeiro de Agosto   |                         |                           |                             |                          |
| 2005–06   | Petro de Luanda      | Francisco Jordão (PET)  | Francisco Jordão (PET)    | Eduardo Mingas (PET) 69/31  | Shannon Crooks (PET)     |
| 2006–07   | Petro de Luanda      | Carlos Morais (PET)     | Olímpio Cipriano (PRI)    | Lifetu Selengue (INT)       | Armando Costa (PRI)      |
| 2007–08   | Primeiro de Agosto   | Olímpio Cipriano (PRI)  | Olímpio Cipriano (PRI)    | Joaquim Gomes (PRI)         | Armando Costa (PRI)      |
| 2008–09   | Primeiro de Agosto   |                         |                           |                             |                          |
| 2009–10   | Primeiro de Agosto   | Joaquim Gomes (PRI)     | Reggie Moore (LIB) 20.53  | Eduardo Mingas (PET)        | Paulo Santana (PET)      |
| 2010–11   | Petro de Luanda      | Olímpio Cipriano (LIB)  | Carlos Morais (PET)       | Miguel Kiala (PET) 75/48    | Olímpio Cipriano (LIB)   |
| 2011–12   | Recreativo do Libolo | Olímpio Cipriano (LIB)  | Olímpio Cipriano (LIB)    | Hermenegildo Mbunga (PET)   | Armando Costa (PRI)      |
| 2012–13   | Primeiro de Agosto   | Cedric Isom (PRI)       | Carlos Morais (PET) 21.66 | Eduardo Mingas (INT) 176/12 | Cedric Isom (PRI) 4.8    |
| 2013–14   | Recreativo do Libolo | Eduardo Mingas (LIB)    | Roderick Nealy (PET)      | Felizardo Ambrósio (PRI)    | Paulo Santana (PET)      |
| 2014–15   | Petro de Luanda      | Manny Quezada (PET)     | Leonel Paulo (PET) 17.6   | Jason Cain (PET) 11         | Manny Quezada (PET) 3.9  |
| 2015–16   | Primeiro de Agosto   | Gildo Santos (PRI)      | Carlos Morais (PET)       | Jason Cain (PET)            | Gerson Domingos (INT)    |
| 2016–17   | Recreativo do Libolo | Olímpio Cipriano (LIB)  | Manny Quezada (PRI)       | Eduardo Mingas (LIB)        | Je'Kel Foster (LIB)      |

## Títulos por clubes
| Clube                 | Títulos | Campeão |
| --------------------- | ------- | --- |
| Primeiro de Agosto    | 18      | 1981, 1983, 1985, 1986, 1987, 1988, 1991, 2000, 2001, 2002, 2003, 2004, 2005, 2008, 2009, 2010, 2013, 2016 |
| Petro de Luanda       | 14      | 1989, 1990, 1992, 1993, 1994, 1995, 1998, 1999, 2006, 2007, 2011, 2015, 2019, 2021                         |
| Recreativo do Libolo  | 3       | 2012, 2014, 2017                                                                                           |
| ASA                   | 3       | 1980, 1996, 1997                                                                                           |
| Sporting de Luanda    | 2       | 1982, 1984                                                                                                 |
| Ferroviário de Luanda | 1       | 1979 |

## Detalhes das participações na BAI/BIC Basket (a partir de 2000)
| Clube                   |        |        |        |         |        |        |        |         |         |         |        |         |         |         |         |         |         |        |    |    |   |   |
| Clube                   | 2000   | 2001   | 2002   | 2003    | 2004   | 2005   | 2006   | 2007    | 2008    | 2009    | 2010   | 2011    | 2012    | 2013    | 2014    | 2015    | 2016    | 2017   |    |    |   |   |
| –                       | –      | –      | –      | 10      | –      | –      | 9      | 11      | 12      | 12      | 8      | 12      | 12      | 10      | 10      | 10      | 10      | 9      | –  | –  | – | – |
| ----------------------- | ------ | ------ | ------ | ------- | ------ | ------ | ------ | ------- | ------- | ------- | ------ | ------- | ------- | ------- | ------- | ------- | ------- | ------ | -- | -- | - | - |
| Amigos de Viana         | ⋅      | ⋅      | ⋅      | ⋅       | ⋅      | ⋅      | ⋅      | ⋅       | ⋅       | ⋅       | ⋅      | ⋅       | 12      | 10      | 10      | ⋅       | ⋅       | ⋅      | '  |    |   |   |
| ASA                     | ⋅      | ⋅      | 2002   | 03 2003 | 3 2004 | ⋅      | 4      | 4       | 4       | 03 2009 | 4      | 5       | 5       | 6       | 7       | 4       | 7       | √      | '  |    |   |   |
| Banca de Cabinda        | ⋅      | ⋅      | ⋅      | ⋅       | ⋅      | ⋅      | 5      | ⋅       | ⋅       | ⋅       | ⋅      | ⋅       | ⋅       | ⋅       | ⋅       | ⋅       | ⋅       | ⋅      | '  |    |   |   |
| C.P.P.L.                | ⋅      | ⋅      | ⋅      | 10      | ⋅      | ⋅      | ⋅      | ⋅       | ⋅       | ⋅       | ⋅      | ⋅       | ⋅       | ⋅       | ⋅       | ⋅       | ⋅       | ⋅      | '  |    |   |   |
| CDUAN                   | ⋅      | ⋅      | ⋅      | ⋅       | ⋅      | ⋅      | 6      | 7       | 7       | 7       | ⋅      | 12      | 9       | 7       | ⋅       | ⋅       | ⋅       | ⋅      | '  |    |   |   |
| Desportivo da Huíla     | ⋅      | ⋅      | ⋅      | ⋅       | ⋅      | ⋅      | ⋅      | ⋅       | 8       | 8       | 7      | ⋅       | ⋅       | ⋅       | ⋅       | ⋅       | ⋅       | ⋅      | 3  |    |   |   |
| Desportivo da Nocal     | ⋅      | ⋅      | ⋅      | 7       | ⋅      | ⋅      | 9      | 8       | ⋅       | ⋅       | ⋅      | ⋅       | ⋅       | ⋅       | ⋅       | ⋅       | ⋅       | ⋅      | '  |    |   |   |
| FC de Cabinda           | ⋅      | ⋅      | ⋅      | 8       | ⋅      | ⋅      | ⋅      | ⋅       | ⋅       | ⋅       | ⋅      | ⋅       | ⋅       | ⋅       | ⋅       | ⋅       | ⋅       | ⋅      | '  |    |   |   |
| Imbondeiro de Viana     | ⋅      | ⋅      | ⋅      | ⋅       | ⋅      | ⋅      | ⋅      | 11      | 12      | 12      | ⋅      | ⋅       | ⋅       | ⋅       | ⋅       | ⋅       | ⋅       | ⋅      | '  |    |   |   |
| Interclube              | ⋅      | ⋅      | 2 2002 | 4       | 4      | ⋅      | 3 2006 | 03 2007 | 6       | 6       | 5      | 03 2011 | 4       | 4       | 4       | 5       | 4       | 4      | '  |    |   |   |
| Lusíada                 | ⋅      | ⋅      | ⋅      | ⋅       | ⋅      | ⋅      | ⋅      | 6       | 9       | 9       | 8      | 7       | 7       | 5       | 6       | Q       | 6       | √      | '  |    |   |   |
| Marinha                 | ⋅      | ⋅      | ⋅      | ⋅       | ⋅      | ⋅      | ⋅      | ⋅       | ⋅       | ⋅       | ⋅      | ⋅       | ⋅       | ⋅       | ⋅       | Q       | 5       | √      | '  |    |   |   |
| Misto de Cabinda        | ⋅      | ⋅      | ⋅      | ⋅       | ⋅      | ⋅      | ⋅      | 5       | ⋅       | ⋅       | ⋅      | ⋅       | ⋅       | ⋅       | ⋅       | ⋅       | ⋅       | ⋅      | '  |    |   |   |
| Petro de Luanda         | 2 2000 | 2 2001 | 4      | 02 2003 | 2 2004 | ⋅      | 1 2006 | 01 2007 | 03 2008 | 02 2009 | 3 2010 | 01 2011 | 03 2012 | 03 2013 | 03 2014 | 01 2015 | 03 2016 | 2 2017 | 16 | 4  |   | 1 |
| Primeiro de Agosto      | 1 2000 | 1 2001 | 1 2002 | 01 2003 | 1 2004 | 2005   | 2 2006 | 02 2007 | 01 2008 | 01 2009 | 1 2010 | 4       | 02 2012 | 01 2013 | 02 2014 | 03 2015 | 01 2016 | 3 2017 | 16 | 11 | 3 | 1 |
| Progresso do Sambizanga | ⋅      | ⋅      | ⋅      | ⋅       | ⋅      | ⋅      | ⋅      | ⋅       | ⋅       | ⋅       | ⋅      | ⋅       | ⋅       | 8       | 9       | Q       | 9       | √      | '  |    |   |   |
| PROMADE                 | ⋅      | ⋅      | ⋅      | ⋅       | ⋅      | ⋅      | ⋅      | ⋅       | 5       | 5       | 6      | ⋅       | ⋅       | ⋅       | ⋅       | ⋅       | ⋅       | ⋅      | '  |    |   |   |
| Recreativo do Libolo    | ⋅      | ⋅      | ⋅      | ⋅       | ⋅      | ⋅      | ⋅      | ⋅       | 02 2008 | 4       | 2 2010 | 02 2011 | 01 2012 | 02 2013 | 01 2014 | 02 2015 | 02 2016 | 1 2017 | 9  | 2  | 5 | 0 |
| Santos FC               | ⋅      | ⋅      | ⋅      | ⋅       | ⋅      | ⋅      | ⋅      | ⋅       | ⋅       | ⋅       | ⋅      | 11      | ⋅       | ⋅       | ⋅       | ⋅       | ⋅       | ⋅      | '  |    |   |   |
| Sporting de Benguela    | ⋅      | ⋅      | ⋅      | ⋅       | ⋅      | ⋅      | ⋅      | ⋅       | ⋅       | ⋅       | ⋅      | ⋅       | ⋅       | ⋅       | 5       | ?       | 10      | ⋅      | '  |    |   |   |
| Sporting de Cabinda     | ⋅      | ⋅      | ⋅      | 6       | ⋅      | ⋅      | ⋅      | ⋅       | ⋅       | ⋅       | ⋅      | 6       | 6       | ⋅       | ⋅       | ⋅       | ⋅       | ⋅      | '  |    |   |   |
| Sporting de Luanda      | ⋅      | ⋅      | ⋅      | ⋅       | ⋅      | ⋅      | 8      | 10      | 11      | 11      | ⋅      | 8       | 8       | ⋅       | ⋅       | ⋅       | ⋅       | ⋅      | '  |    |   |   |
| Vila Clotilde           | ⋅      | ⋅      | ⋅      | 9       | ⋅      | ⋅      | 7      | 9       | 10      | 10      | ⋅      | 9       | 10      | 9       | 8       | Q       | 8       | √      | '  |    |   |   |
| Vila Estoril            | ⋅      | ⋅      | ⋅      | ⋅       | ⋅      | ⋅      | ⋅      | ⋅       | ⋅       | ⋅       | ⋅      | 10      | 11      | ⋅       | ⋅       | ⋅       | ⋅       | ⋅      | '  |    |   |   |
| # Clubes                | 2000 – | 2001 – | 2002 – | 2003 10 | 2004 – | 2005 – | 2006 9 | 2007 11 | 2008 12 | 2009 12 | 2010 8 | 2011 12 | 2012 12 | 2013 10 | 2014 10 | 2015 10 | 2016 10 | 2017 9 |    |    |   |   |

## Clubes atuais da temporada de 2017-18
| Clube              | Cidade   | Arena                            | Último título |
| ------------------ | -------- | -------------------------------- | ------------- |
| Petro Luanda       | Luanda   | Pavilhão da Cidadela (6.873)     | 2015          |
| ASA                | Luanda   | Pavilhão da Cidadela (6.873)     | 1997          |
| Marinha            | Luanda   | Pavilhão Victorino Cunha (1.500) | -             |
| Libolo e Benfica   | Luanda   | Pavilhão Dream Space (2.500)     | 2017          |
| Lusíada            | Luanda   | Pavilhão Anexo (1.500)           | -             |
| Primeiro de Agosto | Luanda   | Pavilhão Victorino Cunha (1.500) | 2016          |
| Vila Clotilde      | Luanda   | Pavilhão Anexo (1.500)           | -             |
| Interclube         | Luanda   | Pavilhão 28 de Fevereiro (700)   | -             |
| Recreativo         | Benguela |                                  | -             |
| Helmarc Basquete   | Luanda   |                                  | -             |